# Kerdasa
Kerdasa (arabisch كرداسة, DMG Kirdāsa) ist eine Stadt im Nildelta von Ägypten, innerhalb des Gouvernement al-Dschiza, mit ca. 133.000 Einwohnern. Die Stadt ist bekannt für ihr Textilhandwerk, gewebte Teppiche und Wandbehänge in einheimischen traditionellen Mustern.